# Fakir Baykurt
Fakir Baykurt, de son vrai nom Tahir, né le 15 juin 1929 à Burdur et mort le 11 octobre 1999 à Duisbourg, est un écrivain et syndicaliste turc.
Fakir Baykurt fait partie de cette génération d'écrivains turcs, tels que Mahmut Makal ou Orhan Kemal, qui à partir des années 1950 décrivent dans leurs œuvres la réalité sociale des classes paysannes de la société turque. 
Auteur de nouvelles, romans, livres pour enfants et poèmes, on compte parmi ses œuvres les plus célèbres les nouvelles La Fille aux taches de rousseur (1955) ou De l'argent pour vivre (1973) ainsi que les romans La Vengeance des serpents (1954), Le Dixième Village (1961) ou L'Épopée d'Ahmet le Noir (1977).

## Œuvres

### Romans
- La Vengeance des serpents (Yılanların Öcü), 1954
- Le Dixième Village (Onuncu Köy), 1961
- L'Épopée d'Ahmet le Noir (Kara Ahmet Destanı), 1977
- Les Tortues (Kaplumbağalar), 1980

## Récompenses
- Prix du roman Orhan Kemal en 1978 pour son roman L'Épopée d'Ahmet le Noir